# Friedrich Wilhelm Fabarius
Friedrich Wilhelm Fabarius (* 25. Januar 1815 in Mülheim an der Ruhr; † 31. Dezember 1900 in Düsseldorf) war ein deutscher Marinemaler der Düsseldorfer Schule.
Bis 1860 war Fabarius als Kaufmann tätig und malte in seiner Freizeit. Er übersiedelte dann nach Düsseldorf und bekam dort Ratschläge von Carl Hilgers und August von Wille. Fabarius und Wille lebten 1867 im selben Haus in der Goltsteinstraße 26. Andreas Achenbach diente ihm als Vorbild. Nach 1866 war auf Ausstellungen der Akademie in Berlin, in Dresden, Wien, London und anderen Orten vertreten.

## Werke (Auswahl)
Die Werke des Fabarius befinden sich überwiegend in Privatbesitz, genannt seien:
- Heringsfang auf der Doggerbank
- Rettungsboot in Huisduin
- Nach dem Sturme am Strande zu Scheveningen

Siehe auch: Kataloge der Akademischen Ausstellungen Berlin 1866, 1868, 1870, 1872.